# Angelo Groppelli
Angelo Groppelli (12 luglio 1946) è un ex pesista italiano.

## Palmarès
| Anno | Manifestazione | Sede   | Evento         | Risultato | Misura  | Note |
| ---- | -------------- | ------ | -------------- | --------- | ------- | ---- |
| 1978 | Europei indoor | Milano | Getto del peso | 10º       | 18,45 m |      |

## Campionati nazionali
- 4 volte campione nazionale nel getto del peso (1975, 1978/1980)
- 4 volte campione nazionale indoor nel getto del peso (1975/1976, 1979/1980)